# Страдецька сільська рада
Страдецька сільська рада — колишня адміністративно-територіальна одиниця Берестейського району Берестейської області. Центр — село Страдеч.
Утворений 12 жовтня 1940 року у складі Берестейського району Берестейської області БРСР. Центр — село Страдеч. 16 липня 1954 року у Гершонську сільраду перевели в село Заказанка та Прилуки, а сільрада передані в Домачевський район, до сільради включені села Збунін Ляплевської сільради та Дуричі Медненської сільради, центр сільради передані в Дуричі і сільраду перейменували в Дурицьку.
8 вересня 1959 року після розпуску Дурицької сільської ради село Страдеч передано до складу Гершонської сільської ради.
21 грудня 2007 року рішенням Берестейської обласної ради зі складу Гершонської сільської ради були вилучені села Аркадія, Бернади, Гершони, Котельня-Боярська, Митьки, які були включені до міської межі Берестя, сільська рада була перейменована на Страдецьку, адміністративний центр якої було село Страдеч.
До сільської ради входило 3 села — Заказанка, Прилуки та Страдеч.
17 вересня 2013 року Страдецьку сільську раду було ліквідовано і село приєднано до Знаменської сільської ради.
Населення сільської ради за переписом 2009 року становить 2192 особи, із них 88,7 % — білоруси, 7,1 % — росіяни, 3,5 % — українці.